# Roni Teharlev
Roni Taharlev (en hebreo: רוני טהרלב) es una pintora de arte figurativo israelí.

## Biografía
Roni Taharlev nació en el kibutz Yagur. Es hija del letrista israelí Yoram Taharlev y de la poeta y autora Nurit Zarchi.

## Carrera artística
En 2012, un autorretrato de Taharlev se incluyó en la exposición del Premio BP en la Galería Nacional de Retratos de Londres y también se exhibió en Escocia y Gales. En 2019, su pintura Not This Light, the Other Light fue seleccionada para la gran exposición The Moon, from Real to Imaginary Voyages en el Grand Palais des Beaux Arts de París, una "primicia" para un pintor israelí. En 2019 también tuvo una exposición individual en el Museo de Arte Contemporáneo de Herzliya, titulada White Ravens .
Ha expuesto en el Museo de Israel, en la Galería Nacional de Retratos de Londres y en el Grand Palais de París. Taharlev enseña en la Academia de artes y diseño Bezalel en Jerusalén.
Taharlev es una pintora figurativista cuyo trabajo hace referencia a la pintura europea clásica pero con un toque contemporáneo. Sus pinturas exploran experiencias fundamentales de identidad e individualismo en la sociedad occidental moderna, como la cosificación de la mujer, los límites de los binarios de género y la aspiración cultural al determinismo frente a la ambivalencia y el juego.

## Exposiciones
| Nombre | Año  |
| --- | ---- |
| Galleries Nationales du Grand Palais, París, exposición 'La Lune. Du voyage réel aux voyages imaginaires'                               | 2019 |
| Museo de Arte Contemporáneo de Herzliya, exposición individual “Cuervos blancos” (con catálogo)                                         | 2019 |
| Museo de Arte Petach Tikva, exposición colectiva                                                                                        | 2019 |
| Galería de Bellas Artes Rothschild, exposición individual                                                                               | 2019 |
| Galería de Arte de la Universidad Ben Gurion, exposición individual “Undressing the Nude” (con catálogo)                                | 2018 |
| Rothschild Fine Art Gallery, exposición individual, “La tierra donde florecen los limones”                                              | 2017 |
| Golconda Contemporánea, exposición individual “Vírgenes y Jilgueros”                                                                    | 2016 |
| El espacio de arte Kubia, Jerusalén, exposición colectiva                                                                               | 2015 |
| Golconda contemporánea, exposición colectiva de verano                                                                                  | 2015 |
| Museo de Arte de Tel Aviv, encargo de la exposición colectiva “Blue and White Delft”                                                    | 2014 |
| Galería de Bellas Artes Rothschild, exposición colectiva                                                                                | 2013 |
| Exposición del Premio BP, National Portrait Gallery de Londres, exposición colectiva                                                    | 2012 |
| Premio BP, exposiciones colectivas en la Scottish National Portrait Gallery de Edimburgo y la Welsh National Portrait Gallery de Exeter | 2012 |
| Jerusalem Studio School Gallery, Jerusalén, exposición individual                                                                       | 2011 |
| Galería de Bellas Artes Rothschild, Tel Aviv, exposición colectiva                                                                      | 2011 |
| Galería Bernard Tel Aviv, exposición individual                                                                                         | 2010 |
| Galería Engel, Tel Aviv, exposición colectiva                                                                                           | 2008 |
| Galería Lochamei Ha'getaot, Exposición individual como ganadora del Premio Oskar Hendler                                                | 2002 |
| Museo de Israel, Jerusalén, exposición colectiva                                                                                        | 2000 |
| Galería Amalia Arbel, Tel Aviv, Exposición individual                                                                                   | 1995 |
| Galería Amalia Arbel, exposición individual Rishon Lezion                                                                               | 1994 |
| Fundación América-Israel, Museo Helena Rubinstein, Tel Aviv. exposición colectiva                                                       | 1983 |

## Catálogos
- La Lune. Du voyage réel aux voyages imaginaires, Galleries Nationales du Grand Palais, París, 2019 (francés)
- White Ravens 2015-2019, catálogo de exposición individual, Museo de Arte Contemporáneo de Herzliya, 2019
- Undressing the Nude, Universidad Ben Gurion, 2018, catálogo de exposición individual
- Delft in Blue and White, Museo de Tel Aviv, 2014, curador Doron Luria, catálogo de exposición colectiva
- Catálogo de premios BP, National Portrait Gallery, Londres, 2012
- Blood Relation, Bernard Gallery, 2009, catálogo de exposición individual
- The Great Illustrators Book, Museo de Israel, 2004 (hebreo)

## Becas y premios
- 2019 - Artis Art Fund, beca para apoyar el trabajo en Berlín
- 2012 - Premio BP, Galería Nacional de Retratos, Londres[12]
- 2002 - Premio Oskar Hendler, Israel[13]
- 2000 - Premio Ben Isaac, Museo de Israel, Jerusalén
- 1983 - Premio del Fondo América Israel para Artistas Jóvenes